# راکوتن کوبو
راکوتن کوبو (انگلیسی: Kobo Inc.) شرکت فناوری اطلاعات کانادایی است، که در سال ۲۰۰۹ توسط مایکل سربینیس تأسیس شد و هم‌اکنون زیرمجموعه‌ای از شرکت راکوتن می‌باشد.
کوبو، یک شرکت کانادایی است که کتاب‌های الکترونیکی، کتاب‌های صوتی، کتابخوان‌های الکترونیکی و قبلاً تبلت‌ها را می‌فروشد. دفتر مرکزی آن در تورنتو، انتاریو، کانادا قرار دارد و زیرمجموعه‌ای از شرکت تجارت الکترونیک ژاپنی راکوتن است. نام کوبو، برگرفته از کلمه انگلیسی کتاب (book) است.